# Junioren-Badmintonpanamerikameisterschaft 2006
Die Junioren-Badmintonpanamerikameisterschaft 2006 fand vom 18. bis zum 21. Juli 2006 in Campinas statt.

## Medaillengewinner der U19
| Disziplin    | Gold                    | Silber                              | Bronze                            |
| ------------ | ----------------------- | ----------------------------------- | --------------------------------- |
| Herreneinzel | Antonio de Vinatea      | Howard Shu                          | Avish Makol                       |
| Herreneinzel | Antonio de Vinatea      | Howard Shu                          | Jonathon Ma                       |
| Dameneinzel  | Lauren Todt             | Jamie Subandhi                      | Michelle Li                       |
| Dameneinzel  | Lauren Todt             | Jamie Subandhi                      | Alejandra Monteverde              |
| Herrendoppel | Azam Ali Sasha Boyarin  | Antonio de Vinatea Martín del Valle | Peter Buttler Jonathon Ma         |
| Herrendoppel | Azam Ali Sasha Boyarin  | Antonio de Vinatea Martín del Valle | Jack Shu Steven Wong              |
| Damendoppel  | Daphne Ng Lauren Todt   | Jamie Subandhi Rena Wang            | Alexandra Bruce Michelle Li       |
| Damendoppel  | Daphne Ng Lauren Todt   | Jamie Subandhi Rena Wang            | Daniela Cuba Alejandra Monteverde |
| Mixed        | Jack Shu Jamie Subandhi | Martín del Valle Daniela Cuba       | Martin Giuffre Kathleen Lougheed  |
| Mixed        | Jack Shu Jamie Subandhi | Martín del Valle Daniela Cuba       | Steven Wong Daphne Ng             |

## Medaillengewinner der U17
| Disziplin    | Gold                           | Silber                         | Bronze                               |
| ------------ | ------------------------------ | ------------------------------ | ------------------------------------ |
| Herreneinzel | Bruno Monteverde               | Jose Ernesto Molina            | Thomas Moretti                       |
| Herreneinzel | Bruno Monteverde               | Jose Ernesto Molina            | Chadwick Parsons                     |
| Dameneinzel  | Rena Wang                      | Claudia Zornoza                | Caridad Frias                        |
| Dameneinzel  | Rena Wang                      | Claudia Zornoza                | Shenelle Peart                       |
| Herrendoppel | Gareth Henry Chadwick Parsons  | David Pastewka Geoff Prieur    | Caio Pupo Alex Tjong                 |
| Herrendoppel | Gareth Henry Chadwick Parsons  | David Pastewka Geoff Prieur    | Albert Lizardi Abed Rosa             |
| Damendoppel  | Manuela Olcese Claudia Zornoza | Caridad Frias Michaela Salazar | Maria Alejandra Zepeda Ximena Zepeda |
| Damendoppel  | Manuela Olcese Claudia Zornoza | Caridad Frias Michaela Salazar | Shenelle Peart Alyssa Woon           |
| Mixed        | Howard Shu Rena Wang           | Gareth Henry Shenelle Peart    | Bruno Monteverde Claudia Zornoza     |
| Mixed        | Howard Shu Rena Wang           | Gareth Henry Shenelle Peart    | Chadwick Parsons Alyssa Woon         |

## Medaillengewinner der U15
| Disziplin    | Gold                          | Silber                          | Bronze                             |
| ------------ | ----------------------------- | ------------------------------- | ---------------------------------- |
| Herreneinzel | Andrés López                  | Brendan Lum                     | Felipe Prata                       |
| Herreneinzel | Andrés López                  | Brendan Lum                     | Ignacio de Vinatea                 |
| Dameneinzel  | Lorena Duany                  | Katherine Winder                | Cynthia González                   |
| Dameneinzel  | Lorena Duany                  | Katherine Winder                | Mireille van Daal                  |
| Herrendoppel | Mario Cuba Waldemar Schroeder | Brandon Chi Brendan Lum         | Cristian Orozco Jonathan Solís     |
| Herrendoppel | Mario Cuba Waldemar Schroeder | Brandon Chi Brendan Lum         | Ignacio de Vinatea Andrés López    |
| Damendoppel  | Lorena Duany Katherine Winder | Andrea Alvarez Alejandra Servat | Jaylene Forestier Irytsha González |
| Damendoppel  | Lorena Duany Katherine Winder | Andrea Alvarez Alejandra Servat | Julia Alcantara Talita Rocha       |
| Mixed        | Mario Cuba Katherine Winder   | Waldemar Schroeder Lorena Duany | Ignacio de Vinatea Andrea Alvarez  |
| Mixed        | Mario Cuba Katherine Winder   | Waldemar Schroeder Lorena Duany | Brendan Lum Iris Wang              |

## Medaillengewinner der U13
| Disziplin    | Gold                                 | Silber                            | Bronze                              |
| ------------ | ------------------------------------ | --------------------------------- | ----------------------------------- |
| Herreneinzel | Andrés Quadri                        | Francis Sustaché                  | Victor Moretti                      |
| Herreneinzel | Andrés Quadri                        | Francis Sustaché                  | Pablo Antonio Aguilar               |
| Dameneinzel  | Iris Wang                            | Greish Medina                     | Micaela Rivero                      |
| Dameneinzel  | Iris Wang                            | Greish Medina                     | Daneysha Santana                    |
| Herrendoppel | Pablo Antonio Aguilar Gonzalo Duany  | Mario Campbell Andrés Quadri      | Jon-Andrew Neita Jonathan Tomlinson |
| Herrendoppel | Pablo Antonio Aguilar Gonzalo Duany  | Mario Campbell Andrés Quadri      | Leonardo Alkimin Danton Frederico   |
| Damendoppel  | Taina Coelho Luana Vicente           | Ana Paula Campos Anna Santana     | Camilla García Micaela Rivero       |
| Mixed        | Pablo Antonio Aguilar Micaela Rivero | Francis Sustaché Daneysha Santana | Gonzalo Duany Camilla García        |
| Mixed        | Pablo Antonio Aguilar Micaela Rivero | Francis Sustaché Daneysha Santana | Victor Moretti Ana Paula Campos     |

## Medaillengewinner der U11
| Disziplin    | Gold                            | Silber                            | Bronze                           |
| ------------ | ------------------------------- | --------------------------------- | -------------------------------- |
| Herreneinzel | Ygor Coelho                     | Sören Opti                        | Luiz Martinez                    |
| Herreneinzel | Ygor Coelho                     | Sören Opti                        | Samuel Ricketts                  |
| Dameneinzel  | Camilla García                  | Lohaynny Vicente                  | Sabrina Solis                    |
| Dameneinzel  | Camilla García                  | Lohaynny Vicente                  | Génesis Valentín                 |
| Herrendoppel | Ygor Coelho Fabio Soares        | Matheus Barletta Emerson Carvalho | Tremar Barham Samuel Ricketts    |
| Herrendoppel | Ygor Coelho Fabio Soares        | Matheus Barletta Emerson Carvalho | Sheraz Nabbie Sören Opti         |
| Damendoppel  | Stefanny Lopes Lohaynny Vicente | Ingrid de Souza Kerolin Schiatti  | Sabrina Solis Génesis Valentín   |
| Damendoppel  | Stefanny Lopes Lohaynny Vicente | Ingrid de Souza Kerolin Schiatti  | Greish Medina Daneysha Santana   |
| Mixed        | Ygor Coelho Lohaynny Vicente    | Samuel Ricketts Kerolin Schiatti  | Tremar Barham Evelly de Araújo   |
| Mixed        | Ygor Coelho Lohaynny Vicente    | Samuel Ricketts Kerolin Schiatti  | Emerson Carvalho Ingrid de Souza |